# Ahmed Musa
Ahmed Musa (Jos, 14 de outubro de 1992), é um futebolista nigeriano que atua como atacante. Atualmente está no Kano Pillars.

## Seleção

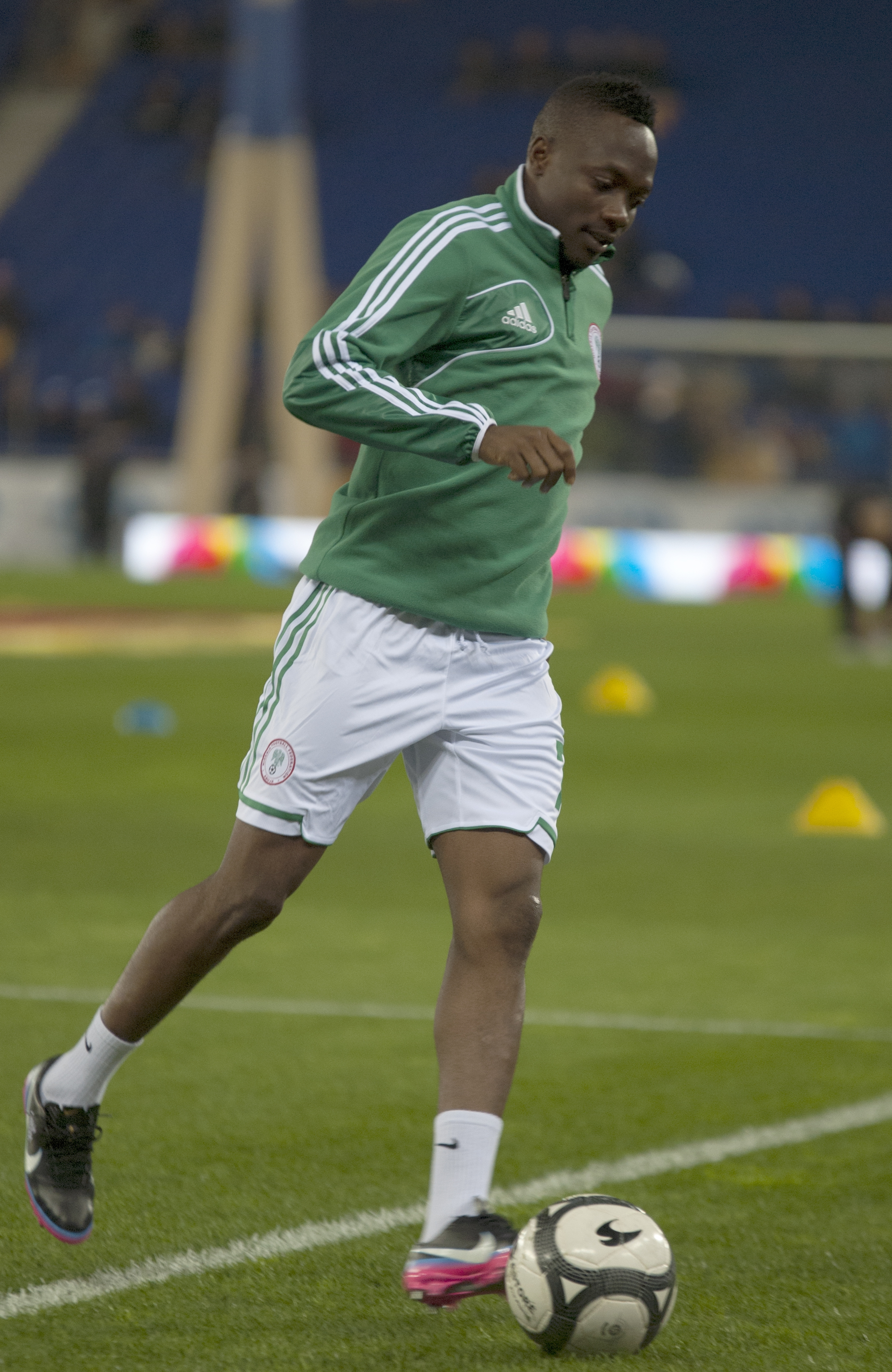
Musa com a Nigéria em 2013

Em abril de 2010 com o técnico Lars Lagerbäck, ele foi chamado para se juntar ao time da Seleção Nigeriana de Futebol antes da Copa do Mundo FIFA de 2010, depois de ajudar o time a vencer Copa das Nações do Oeste Africano de 2010, onde ele marcou um gol contra Benin. Mas, devido a uma grave lesão no tornozelo, Ahmed Musa não pode ir ao mundial em 2010.
Musa foi convocado pelo treinador da Nigéria Stephen Keshi para o Campeonato Africano das Nações de 2013, para a Copa das Confederações de 2013 e também para a Copa do Mundo FIFA de 2014.
Em 25 de junho de 2014 Musa marcou dois gols contra a Argentina na fase de grupos da Copa do Mundo da FIFA no Brasil.

## Títulos

### Clubes
CSKA Moscow
- Campeonato Russo: 2012–13, 2013–14
- Copa da Rússia: 2012–13
- Supercopa da Rússia: 2013

### Seleção
Nigéria Sub-20
- Campeonato Juvenil Africano: 2011

Nigéria
- Copa das Nações do Oeste Africano: 2010
- Campeonato Africano das Nações: 2013

### Individual
- Na lista dos 33 melhores jogadores de futebol do campeonato Russo: 2012-13
- Artilheiro do Campeonato Nigeriano de Futebol: 2009–10